# پاتریک شورم
پاتریک شورم (چکی: Patrik Šorm؛ زادهٔ ۲۱ نوامبر ۱۹۹۳) دونده سرعت اهل جمهوری چک است.
وی در مسابقات کشوری و بین‌المللی در مجموع برندهٔ ۱ مدال نقره، ۲ مدال برنز شده‌است.